# Lacmellea speciosa
Lacmellea speciosa är en oleanderväxtart som beskrevs av R. E. Woodson. Lacmellea speciosa ingår i släktet Lacmellea och familjen oleanderväxter. Inga underarter finns listade i Catalogue of Life.